# Mendöl Tibor
Mendöl Tibor Kálmán (Nagyszénás, 1905. május 5. – Budapest, 1966. augusztus 21.) földrajztudós, geográfus, egyetemi tanár, MTA-tag, a földrajztudományok posztumusz doktora.

## Élete
Mendöl Tibor 1905. május 5-én látta meg a napvilágot az alföldi Nagyszénáson. Apja evangélikus lelkész volt a községben. Tanulmányait a szarvasi Vajda Péter Gimnáziumban kezdte majd a Budapesti Tudományegyetemen folytatta mint Eötvös-collegista. 1927-ben a Debreceni Egyetem Földrajzi Intézetében Milleker Rezső mellett lett tanársegéd. 1930–35 között a Sorbonne ösztöndíjasa volt, s tanulmányútjain bejárta Európa nagy részét. Az 1930-as évek második felétől jelentek meg a magyar városokról úttörő kutatásokat tartalmazó, a morfológiai és a funkcionális szerkezet közötti összefüggésekre rávilágító tanulmányai. 1940-től a Budapesti Tudományegyetem emberföldrajzi tanszékének tanára, a Magyar Földrajzi Társaság alelnöke. Ez időben ismerte fel és mutatott rá a német szakirodalomnak az alföldi városokról való téves történeti-földrajzi felfogására. A második világháború után Bulla Bélával megírta a Kárpát-medence földrajzát, majd a Szovjetunió című kötet számára a Szovjetunió földrajzát. 1946. április 11-én a Magyar Földrajzi Társaság elnökének választották, mely címet a társaság 1949-es feloszlatásáig viselt. (Későbbi utóda, 1952-től Bulla Béla lett.) Emellett az időközben általános gazdaságföldrajzi tanszékké átszervezett tanszéke hallgatói részére több jegyzetet is írt. A Szovjetunió településföldrajzáról is készített tanulmányt.
61 évesen, magas vérnyomással küszködve hunyt el. Szülőfalujában emléktábla jelzi születésének helyét.

## Emlékezete
Az Eötvös Collegiumban nevét viseli a Mendöl Műhely, az egyetem földrajzi diákköre.
Az ELTE Lágymányosi Campusának Déli tömb 1.110-es terme a nevét viseli, továbbá a teremben Mendöl életéről és munkásságáról szóló tablókiállítás látható.
Nagyszénáson emléktáblát helyeztek el szülőházán, illetve a vele szemközti parkot róla nevezték el Mendöl Tibor térnek. A kulturális központ minden év május 5-én az iskolával karöltve szervezi meg a Mendöl Tibor Földrajzi Emlékversenyt. 2025-ben, születésének 120. évfordulóján avatták fel emlékhelyét a Nagyszénási Kulturális Központban.

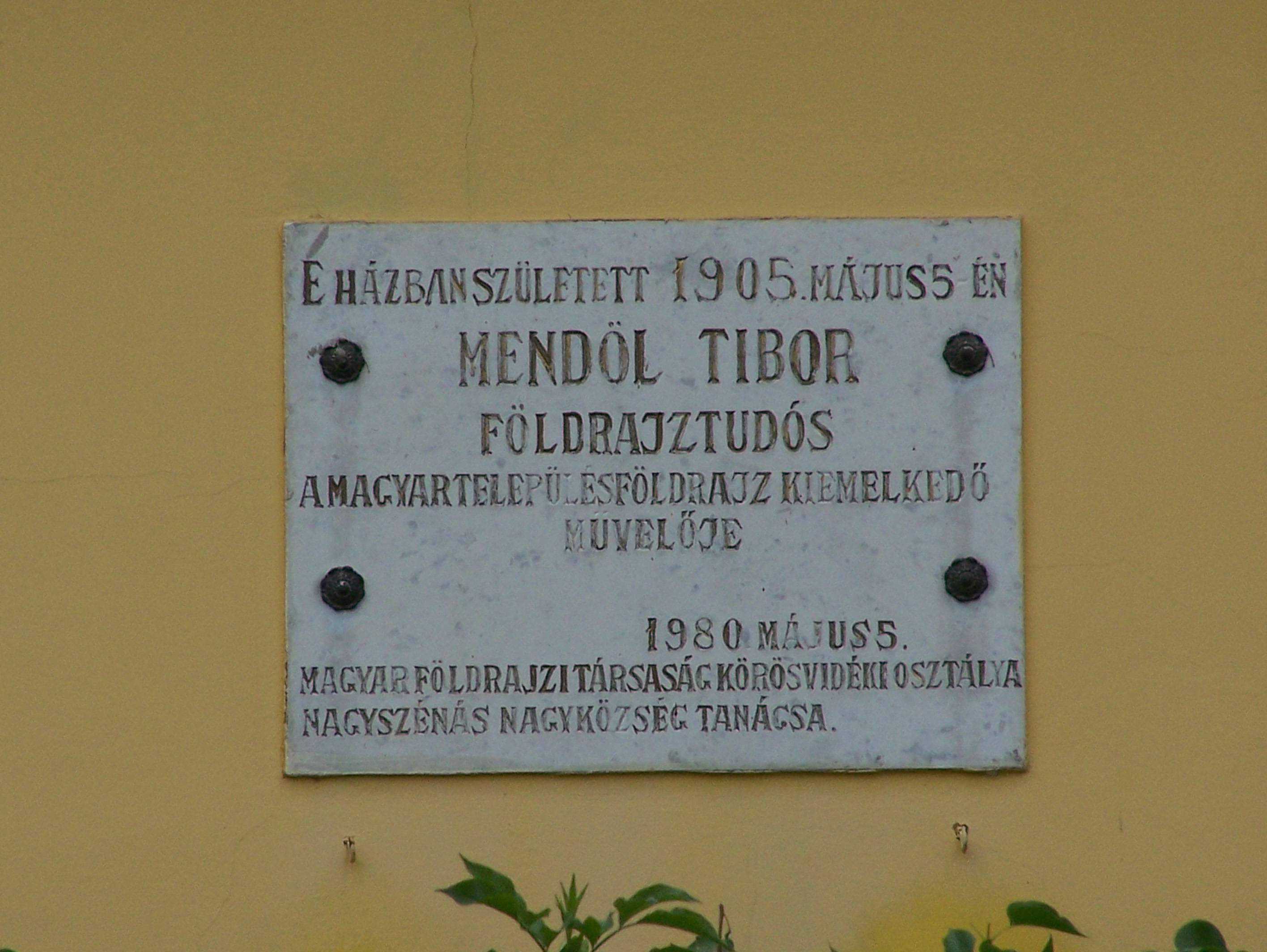
Emléktáblája szülőházának falán

Szarvason a volt gimnáziumában mellszobor őrzi emlékét.

## Munkássága
A közte és a szociológusok, elsősorban Erdei Ferenc között kifejlődött vita rendkívül termékenyen hatott az egykorú tudományos fejlődésre. A néprajzi kutatásban nélkülözhetetlen település-földrajzi szintézise. Munkássága évtizedek óta közvetlen hatással volt a település-néprajzi vizsgálatokra, elsősorban a mezővárosok kutatására.
Település-földrajzi munkásságában olyan szintetikus felfogáshoz jutott el, amelynek elméleti és módszertani alapjai e tudományág további fejlődéséhez is alapot nyújtanak.

## Díjai
- Szocialista Munkáért Érdemrend, 1954
- Akadémiai Díj, 1. fokozat, 1964
- Lóczy Lajos-emlékérem, Magyar Földrajzi Társaság, 1965
- Munka Érdemrend ezüst fokozata, 1966

## Művei
- Szarvas földrajza (Debrecen, 1928)
- Táj és ember (Bp., 1932)
- Az alföldi városok morfológiája (Debrecen, 1936)
- A felvidék (Bp., 1940)
- Die Stadt im Karpathenbecken (Bp., 1943)
- A városföldrajz tárgyköre és feladatai (Bp., 1946)
- A Kárpát-medence földrajza (Bulla Bélával, Bp., 1947)
- A magyar emberföldrajz múltja, jelen állása és feladatai (Bp., 1947)
- A Szovjetunió földrajza (Bp., 1948)
- A szocialista településföldrajz problémái (Bp., 1954);
- Általános településföldrajz (Bp., 1963, 1964-ben az MTA-nagydíjjal, a Magyar Földrajzi Társaság Lóczy-emlékéremmel jutalmazta)

### Posztumusz kiadások
- A földrajztudomány az ókortól napjainkig (Budapest, 1999)
- Város a Kárpát-medencében (Nagyszénás, 2000)